# تشيري شيفا
تشيري شيفابرافاتومرونغ (بالإنجليزية: Cherry T. Chevapravatdumrong)‏ المعروفة أيضًا باسم تشيري شيفا، هي مؤلفة وكاتبة سيناريو وكوميدية ومنتجة أمريكية. ولدت عام 1977 في كولومبس، الولايات المتحدة.

## روابط خارجية
- تشيري تشيفابرافاتومرونغ على موقع IMDb (الإنجليزية)
- تشيري تشيفابرافاتومرونغ على موقع قاعدة بيانات الفيلم (الإنجليزية)